# Gabriel Movilă
Gabriel Movilă (en romanès Gavril Movilă) fou un Voivoda (Príncep) de Valàquia l'any 1616 i entre els anys 1618 i 1620.
Fill del Voivoda valac i moldau Simeó Movilă i nebot del també Voivoda moldau Alexandre Movilă va participar activament en la campanya que els partidaris del seu nebot organitzaren conjuntament amb els polonesos a mitjans de l'any 1616 per fer fora del tron moldau a Esteve Tomşa II que al seu torn havia derrocat al també nebot seu i germà d'Alexandre, Constantin Movilă.
Així Gabriel Movilă marxà amb les seves tropes sobre Valàquia, on sorprenentment va derrotar a les tropes del Voivoda valac Radu Mihnea el juliol de 1616, proclamant-se Voivoda de Valàquia. El seu regnat va ser molt curt, ja que un mes més tard, el 2 d'agost de 1616 la desfeta de les tropes del seu nebot enfront de les tropes valaques i otomanes comandades per Radu Mihnea provocaven la seva fugida a Polònia, essent proclamat Voivoda de Valàquia pels otomans Alexandre Iliaş.
Dos anys després, el 1618 un altre cop amb l'ajut de les tropes poloneses tornava a envair Valàquia, proclamant-se Voivoda de nou. Però lluny de consolidar la seva posició, la seva situació va ser molt dèbil, amb el país en continua guerra. Així l'any 1620 de nou Radu Mihnea entrava a Valàquia i amb l'ajut dels otomans el feia fora del tron, escapant a Polònia on hi estaria la resta dels seus dies.